# 두 개의 사랑
《두 개의 사랑》(프랑스어: L'Amant double)은 2017년 5월 개봉한 프랑스의 드라마 영화이다. 프랑수아 오종이 감독과 각본을 맡았다. 2017 칸 영화제 경쟁 부문 진출작이다.

## 줄거리
우울증으로 정신과를 찾은 ‘클로에(마린 백트 분)는 의사 ‘폴(제레미 르니에르 분)’과 사랑에 빠진다. 클로에는 우연히 폴의 쌍둥이 형제 ‘루이’의 존재를 알게 되고, 폴과는 또 다른 매력이 있는 루이와도 위험한 관계에 빠진다.

## 출연
- 마린 박트 - 클로에
- 제레미 르니에르 - 폴
- 재클린 비셋 - 클로이 엄마 역
- 미리암 보이어 - 로즈 역
- 도미니크 레이몬드 - 산부인과 의사 역
- 장-에두아르 보드지악 - 젊은 정신분석가 역
- 장 폴 무엘 - 정신분석가 역
- 파스칼 오베르 - 경찰 역 (목소리)